# Deuxième arrondissement électoral de l'Aisne (1831-1848)
Pour les articles homonymes, voir Deuxième arrondissement électoral de l'Aisne.
Le deuxième arrondissement électoral de l'Aisne est une ancienne circonscription législative de l'Aisne sous la monarchie de Juillet de 1831 à 1848.

## Description géographique et démographique
Le deuxième arrondissement électoral de l'Aisne regroupe l'ouest de l'arrondissement de Laon sans le chef-lieu d'arrondissement. Elle était l'une des 7 circonscriptions législatives du département de l'Aisne. 
Étant basé sur un suffrage censitaire, un collège électoral se réunit à Laon pour élire le député de l'arrondissement, selon les termes définis par la loi. Un cens de 200 francs est nécessaire pour être électeur et un cens de 500 francs est obligatoire pour être éligible.
Créée par la loi du 19 avril 1831, elle regroupait les divisions administratives suivantes : le canton d'Anizy-le-Château, le canton de Chauny, le canton de Coucy-le-Château, le canton de Crécy-sur-Serre et le canton de La Fère.
Elle disparaît le 24 février 1848, jour de la chute de la monarchie de Juillet et de la proclamation de la Deuxième République. 
Le gouvernement provisoire de la nouvelle république supprime, par le décret du 5 mars 1848, le découpage électoral avec l'introduction du scrutin de liste majoritaire à un tour départemental et du suffrage universel masculin.

## Historique des députations
| Législature      | Début            | Fin              | Député        | Parti / Idéologie | Parti / Idéologie      | Observation                                                                                 |
| ---------------- | ---------------- | ---------------- | ------------- | ----------------- | ---------------------- | ------------------------------------------------------------------------------------------- |
| IIe législature  | 23 juin 1831     | 1er octobre 1831 | Vacant        | Vacant            | Vacant                 | Odilon Barrot, élu par plusieurs collèges, a choisi de siéger pour le Bas-Rhin              |
| IIe législature  | 1er octobre 1831 | 25 mai 1834      | Alphonse Foy  |                   | Majorité ministérielle | Élu lors d'une élection complémentaire Dissolution le 25 mai 1834 par Louis-Philippe Ier    |
| IIIe législature | 31 juillet 1834  | 3 octobre 1837   | Odilon Barrot |                   | Gauche                 | Ancien député de l'Eure et du Bas-Rhin Dissolution le 3 octobre 1837 par Louis-Philippe Ier |
| IVe législature  | 18 décembre 1837 | 2 février 1839   | Odilon Barrot |                   | Gauche                 | Ancien député de l'Eure et du Bas-Rhin Dissolution le 2 février 1839 par Louis-Philippe Ier |
| Ve législature   | 4 avril 1839     | 12 juin 1842     | Odilon Barrot |                   | Gauche                 | Ancien député de l'Eure et du Bas-Rhin Dissolution le 12 juin 1842 par Louis-Philippe Ier   |
| VIe législature  | 26 juillet 1842  | 6 juillet 1846   | Odilon Barrot |                   | Gauche                 | Ancien député de l'Eure et du Bas-Rhin Dissolution le 6 juillet 1846 par Louis-Philippe Ier |
| VIIe législature | 17 août 1846     | 24 février 1848  | Odilon Barrot |                   | Gauche                 | Ancien député de l'Eure et du Bas-Rhin                                                      |